# Степанов Олег Миколайович
Олег Миколайович Степанов (латис. Oļegs Stepanovs; 28 травня 1960) — латвійський підприємець, доктор економічних наук, голова правління акціонерного товариства «Вентспілський торговий порт», колишній почесний консул України у Вентспілсі.

## Біографія
Народився 28 травня 1960 року в Овідіполі Одеської області.
У 1979 році закінчив Одеське морехідне училище за спеціальністю «технік-судномеханік», в 1984 році — Одеський інститут інженерів морського флоту.
У 1984 році переїхав у Латвію та за розподілом почав працювати в Вентспілському порту. Працював інженером, грузовим диспетчером та старшим інспектором.
З 1987 по липень 1990 року був членом Комуністичної партії Радянського Союзу.
Поступово рухався кар'єрною драбиною на державному підприємстві «Ventspils Jūras Tirdzniecības osta» (Вентспілський морський торгівельний порт): був в.о. заступника директора з питань перевалки хімічних і нафтопродуктів, пізніше — начальником району хімічних і нафтопродуктів, поки у 1991 році обійняв посаду директора підприємства.
У 1989—1994 роках — депутат Вентспілсської ради народних депутатів від Народного фронту Латвії.
У 1997 році отримав громадянство Латвії за особливі заслуги.
У 1999 році навчався в Інституті проблем ринку та економіко-екологічних досліджень НАН України.
З 1995 по 2005 рік — член правління акціонерного товариства «Latvijas kuģniecība».
У 2006 році захистив докторську дисертацію на тему: «Теоретичні основи розробки стратегії економічного розвитку морського порту».
У 1998 році — голова ради АТ «Ventspils Tirdzniecības osta».
Співвласник «Noord Natie Ventspils termināls», голова ради акціонерного товариства «Kālija Parks» та «SS&F Group», член правління Вентспілсського вільного порту, президент футбольного клубу «Вентспілс», член правління АТ «Ventspils Grain Terminal», віце-президент Балтійської асоціації транспорту і логістики, член правління Товариства сприяння латисько-білоруським зв'язкам тощо.
У 2000 році вперше потрапив до списку 100 мільйонерів журналу Klubs, відтоді постійно перебуває у списках мільйонерів Латвії.
У 2006 році очолив Почесне консульство України у Вентспілсі, з 2014 року консульство не працює.

## Критика
Олег Степанов неодноразово ставав об'єктом розслідувань правоохоронних органів Латвії. У 2008 році був визнаний одним з підозрюваних у справі про заподіяння Латвійському пароплавству (Latvijas kuģniecības) збитків у розмірі 29,1 млн доларів США. У 2011 році суд у Великій Британії та Зіємельський суд Латвії арештували майно Степанова за махінації з офшорними фірмами.
У 2012 році заявив, що транзит сирої нафти з Росії буде можливий лише після впровадження громадянства для всіх негромадян та державної російської мови.
У 2014 році підозрювався у розкраданні значних коштів, що були зарезервовані для виплати акціонерам Latvijas Naftas tranzīta.

## Нагороди
- орден «За заслуги» ІІІ ступеня (2004) — за вагомий особистий внесок у поглиблення зв'язків України з іноземними державами в економічній, науковій та духовній сферах, зміцнення міжнародного авторитету Української держави[18];
- орден «За заслуги» ІІ ступеня (2008) — за вагомий особистий внесок у зміцнення авторитету України у світі, популяризацію її історичних і сучасних надбань та з нагоди 17-ї річниці незалежності України[19];